# Curtiss-Wright C-76 Caravan
Le Curtiss-Wright C-76 Caravan est un avion de transport américain développé pendant la Seconde Guerre mondiale.